# Mặt trái phố Wall
Mặt trái phố Wall (tựa gốc: Money Monster) là một phim điện ảnh giật gân của Mỹ năm 2016 do Jodie Foster đạo diễn và kịch bản chắp bút bởi Alan Di Fiore, Jim Kouf và Jamie Linden. Phim có sự tham gia của George Clooney (nhà đồng sản xuất phim) trong vai Lee Gates, một người dẫn chương trình tư vấn cho khán giả về thương nghiệp và phố Wall, bị chất vấn mạnh mẽ bởi Kyle Budwell (Jack O'Connell), một người xem bị khánh kiệt đến đường cùng đã mất tiền sau khi nghe theo lời mách nước từ chương trình trước đó. Phim còn có sự tham gia của Julia Roberts, Giancarlo Esposito, Dominic West và Caitriona Balfe.